# Peter Sellers
Richard Henry „Peter“ Sellers, CBE (8. září 1925 Southsea – 24. července 1980 Londýn) byl britský herec a komik celosvětově proslavený především sérií filmů o Růžovém panterovi.
Sellers se stal známým vystupováním v BBC Radio v komediálním seriálu The Goon Show. Jeho schopnost napodobovat různé akcenty (např. francouzský, indický, americký, německý, stejně jako britské regionální dialekty), spolu s jeho talentem předvádět široké spektrum postav s komickým efektem mu přinesly úspěch v rozhlase i na obrazovce a nominace a národní i mezinárodní ocenění. Mnoho z jeho postav se napevno zakořenilo u diváků v jeho podání. Sellersův osobní život by se dal popsat jako chaotický s mnoha krizemi, emočními problémy včetně závislostí. Sellers byl čtyřikrát ženatý, z prvních dvou manželství měl tři děti.
Sellers často prohlašoval, že nemá žádnou vlastní identitu, kromě identity postav, které představoval. Až dlouho po jeho smrti se ukázalo s jakou posedlostí filmoval svou rodinu, domov, přátele. Režisér Peter Hall o něm řekl: „Peter se dokázal zcela identifikovat s jinou postavou, a to jak fyzicky, psychicky, tak emocionálně. Odkud se to vzalo? Nevím. Bylo to prokletí? Často. Myslím si, že nestačí mít talent. Musíte svůj talent také umět zvládnout. A to Peter podle mě nedokázal.“

## Mládí

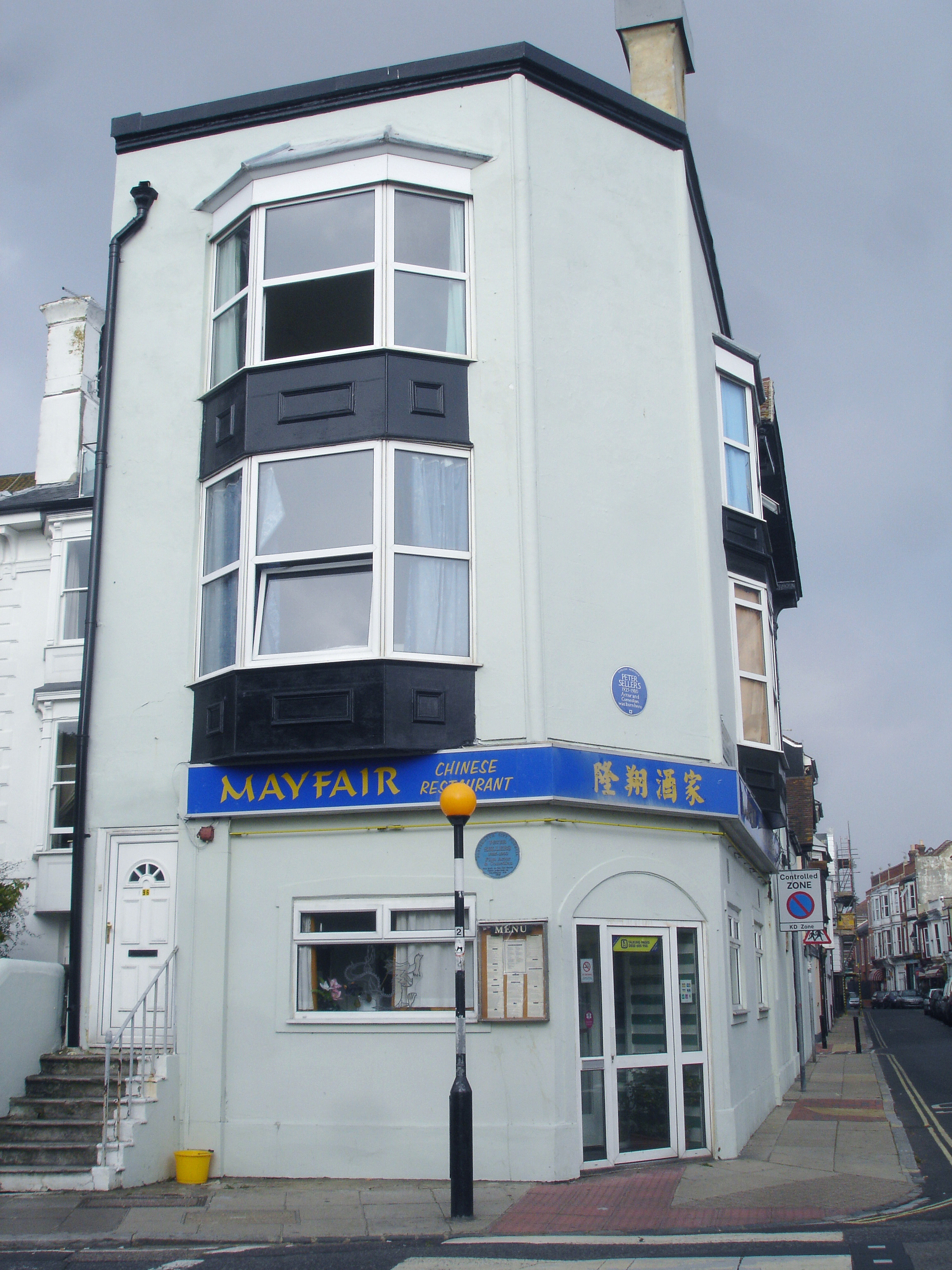
Rodný dům Petera Sellerse na rohu Castle Road a Southsea terrace, v Southsea; modrý nápis říká: „Zde se narodil herec a komik Peter Sellers“.

Narodil se v Southsea, Portsmouth, do umělecké rodiny. Přestože byl pokřtěn jako Richard Henry, rodiče mu vždy říkali Peters podle jeho staršího bratra, který se narodil mrtvý, a podle Bryana Forbese, „byl v dětství zahlcován mateřskou náklonností“. Navštěvoval římskokatolickou školu v severním Londýně, přestože jeho otec Bill Sellers byl protestant a jeho matka Agnes Doreen „Peg“ (roz. Marks) byla židovka. Jeho prapradědečkem byl Daniel Mendoza, slavný britský boxer židovského původu. V dospělosti byl Mendoza Sellersův nejobdivovanější předek, obvykle visela jeho rytina v Peterově kanceláři. Jednu dobu dokonce plánoval, že se Mendozova podobizna objeví v logu jeho produkční společnosti.
Podle Sellersova životopisce Rogera Lewise byl Peter Sellers fascinovaný katolictvím, ale krátce po nástupu do katolické školy zjistil, že je žid, někdo, kdo stojí mimo tajemství víry. Sellers říkal, že učitelé ho nazývali "židem", což způsobilo jeho pozdější citlivost na antisemitské narážky. Patřil mezi nejlepší studenty ve škole a později vzpomínal, jak jeden učitel spílal spolužákům, že málo studují: „Ten židovský chlapec zná katechismus lépe než vy!“
Peter provázel svou rodinu na turné s jejich varietním vystoupením, a naučil se tam pracovat s jevištní technikou, což se později ukázalo jako velmi výhodné. V pěti letech vystoupil poprvé na jevišti divadla Windmill Theatre ve hře Splash Me! (Pocákej mě!), kde hrála i jeho matka. Vyrůstal pod vlivem konfliktních rodičů a vypěstoval si ambivalentní vztah k showbyznysu. Jeho otec neměl dostatek důvěry v Peterovy schopnosti, aby kdykoliv dokázal působit na poli zábavy, dokonce pronášel, že jeho talent je dostatečný jen k tomu, aby se stal metařem, zatímco matka ho vytrvale podporovala.
Sellers získal svou první práci v divadle v Ilfracombe jako vrátný, když mu bylo 15 let. Postupně byl povyšován na pokladního, uvaděče, asistenta inspicienta a osvětlovače. Byly mu rovněž nabídnuty i nějaké drobnější role. Práce v zákulisí mu dala příležitost vidět při práci skutečné herce, např. Paula Scofielda. Spřátelil se s Derekem Altmanem a společně uspořádali první Sellersovo jevištní vystoupení s názvem Altman and Sellers, v němž hráli na ukulele, zpívali a vyprávěli vtipy. Oba rádi četli detektivní příběhy Dashiella Hammetta, což je inspirovalo k založení detektivní agentury. "Jejich podnikání skončilo poté, co potenciální klient strhnul Sellersovi falešný knírek."
Při své práci v zákulisí v divadle Sellers začal cvičit na bicí, které patřily skupině Joe Daniels and His Hot Shots. Joe Daniels si všiml Sellersova úsilí a dal mu několik lekcí.

## Období 2. světové války
Když začala válka v Evropě, Sellers nadále rozvíjel svůj talent pro bicí, což silně zapůsobilo i na jeho otce a přineslo mu to místo v kapele v Blackpoolu.
Peter Sellers narukoval a během druhé světové války působil u královského letectva, byl povýšen na desátníka, kvůli špatnému zraku sloužil u pozemních jednotek. Působil v Indii a Barmě, ale délka jeho pobytu v Asii není přesně známá a je možné, že jeho délku sám Sellers později přeháněl. Po válce sloužil v Německu a Francii. Jako rozptýlení ze života poddůstojníka se Sellers (stejně jako jeho otec) přidal k armádnímu souboru Entertainments National Service Association (ENSA), což mu umožnilo vypilovat hru na bicí a komediální talent. Na konci války v roce 1945 více než 80% britských bavičů pracovalo pro ENSA, kde se zaměřovali na povzbuzení morálky vojáků a továrních dělníků.
Sellers občas imitoval své nadřízené, a jeho ztvárnění důstojníka RAF Lionela Mandrakea ve filmu Dr. Divnoláska aneb Jak jsem se naučil nedělat si starosti a mít rád bombu (Dr. Strangelove) může mít původ právě zde. V přestrojení (a občas s falešným knírkem) se vkrádal do důstojnického klubu, jak přiznal v rozhovoru s Michaelem Parkinsonem v roce 1972, tak ho občas někteří starší důstojníci podezřívali. Hlas z pořadu Goon Show Major Bloodnok pochází z tohoto období.

## Počátek kariéry

### The Goon Show
Po svém propuštění z armády a návratu do Anglie se Sellers živí vystupováním ve varieté. Sellers zatelefonoval producentovi rádia BBC Royovi Speerovi a předstíral, že je komik Kenneth Horne, hvězda pořadu Much Binding in the Marsh, aby dostal Speera k telefonu. Speer kvůli tomu údajně označil Sellerse za "drzého mladého hajzla".
Znamenalo to však, že Sellersovi byla umožněna návštěva, která vedla k jeho práci na pořadu Ray's a Laugh s komikem Tedem Rayem. Jeho zásadním rozhlasovým počinem byla The Goon Show kde se Sellersem vystupoval Spike Milligan, Harry Secombe a (původně) Michael Bentine. Na toto období navazovala Sellersova práce pro televizi.

### Desky
Na konci 50. let vydal Sellers dvě komediální alba produkované Georgem Martinem: The Best of Sellers a Songs for Swinging Sellers (Písně pro swingujícího Sellerse) (název paroduje Sinatrovo album Songs for Swingin' Lovers – Písně pro swingující milence). V roce 1963 Sellers pracoval s Anthonym Newleyem, Lesliem Bricussem a Joan Collinsovou na produkování LP Fool Britannia (Bláznivá Británie). to se skládalo ze sady skečů parodujících britský politický skandál z roku 1963, v němž se prokázalo, že Ministr Války John Profumo lhal ohledně svého vztahu s prostitutkou, která byla ve styku s ruským diplomatem. Album bylo kontroverzní, zčásti proto, že se dotýkala královské rodiny, a pro případné kupce bylo složité ho získat, zejména v Británii.
Hitem roku 1965 byla mluvená verze písně „A Hard Day's Night“ od skupiny The Beatles, namluvená ve stylu Laurence Oliviera. Tento styl projevu už předtím několikrát použil v The Goon show.
V roce 1979 vydal nové album Sellers' Market (Sellersův obchod) (na obalu je Sellers vyobrazen s obchodníky, kteří čtou deníky Financial Times a The Wall Street Journal, zatímco Sellers čte Finchley Press) obsahuje komické popěvky a vystoupení a hru na ukulele. Album nebylo tak populární jako první dvě z let 1958 a 1959, ačkoliv je dodnes vyhledávané sběrateli. Všechna Sellersova alba dokazují jeho schopnost používat flexibilní hlas k vyvolání komického efektu.

## Herecká technika a příprava
V rozhovoru pro Playboy z října 1962, Sellers popsal, jak se připravuje na přijatou roli:
| „ | Tam, kde jiný vidí hotový scénář a probral si vše potřebné, já začínám s hlasem. Vymýšlím, jak by postava měla znít. Podle toho, jak postava mluví, si vymyslím o postavě vše potřebné. Myslím, že tento přístup vychází z toho, že jsem pro rozhlas pracoval tak dlouho. Po hlasu přichází na řadu vzhled. Dělám si hodně náčrtků postavy, kterou hraji. Potom to propojím s make-upem a svým způsobem přeneseme mé kresby na můj obličej. Je to komplikovaný propojený proces. Poté se snažím vymyslet, jak postava bude chodit. Chůze je velmi důležitá. A potom se zničehonic něco velmi zvláštního stane. Postava nade mnou převládne, muž, kterého hraji, začne existovat. Ponořím se zcela do té role, protože on začíná žít ve mně. Najednou si připadám, že vím, jaký život ten člověk žije, jak bude reagovat na různé situace. | “ |

## Filmová kariéra
Sellersův filmový úspěch se dostavil s britskými komediemi, např. Pět lupičů a stará dáma (The Ladykillers), I'm All Right Jack a Myš, která řvala (The Mouse That Roared). Ve svých prvních filmových rolích plně zužitkovával své dovednosti napodobovat hlasy přízvuky a dialekty. Někdy dokonce hrál i více odlišných postav v jednom filmu. Ve svém druhém filmu hrál dvě postavy, ve třetím dokonce šest (viz tabulka níže).
Ve filmu Nejmenší kino na světě (The Smallest Show on Earth), sehrál dvaatřicetiletý Sellers téměř dvakrát tak starého sešlého, pijícího staršího promítače. V Myši, která řvala, situované do malé evropské země, hrál tři hlavní odlišné role, starší velkovévodkyni, ambiciózního předsedu vlády a nevinného, nemotorného farmáře vybraného k vedení invaze proti Spojeným státům. V USA se mu dostalo značné publicity za ztvárnění tří postav, mistrovský kousek, který předvedl znovu i ve filmu Dr. Divnoláska aneb Jak jsem se naučil nedělat si starosti a mít rád bombu.
Sellersovi se začalo dostávat mezinárodní pozornosti za jeho ztvárnění indického doktora ve Filmu Milionářka (The Millionairess) se Sophií Lorenovou v hlavní roli. Film inspiroval originální hudební hit Goodness Gracious Me a jeho pokračování Bangers and Mash (Párek s kaší), v obou vystupovali Lorenová a Sellers, produkoval George Martin.

### Lolita

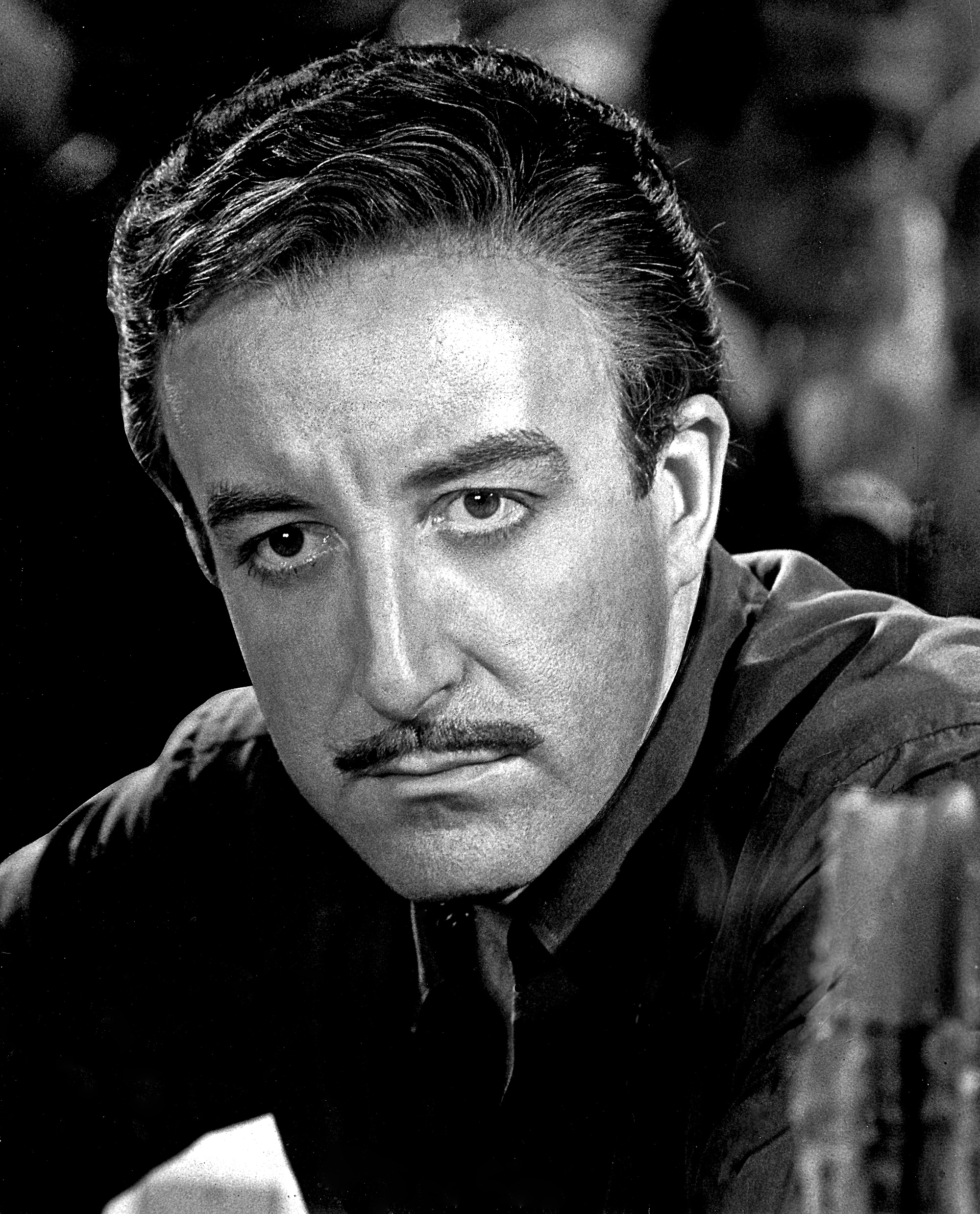
Peter Sellers ve filmu Hon na lišku z roku 1966

V roce 1962 požádal Stanley Kubrick Sellerse, aby hrál roli Clara Quiltyho ve filmu Lolita vedle Jamese Masona a Shelley Wintersové. Kubrick viděl Sellerse v jeho dřívějším filmu a zaujal ho rozsah, předvedený již v The Goon Show, kde Sellers imitoval slavné osobnosti: mj. Winstona Churchilla a královnu Alžbětu II.
Sellers měl ale dojem, že role výrazného amerického televizního scenáristy byla nad jeho síly. Quilty byl, Sellersovými slovy „noční můrou, zčásti homosexuál, zčásti drogově závislý, zčásti sadistický...“. Byl velmi nervózní z přijetí role a mnoho lidí k němu přicházelo, aby ho přesvědčilo. Kubrick nakonec uspěl a přesvědčil Sellerse, aby roli přijal. Kubrick požádal amerického jazzového hudebníka a producenta Normana Granze, aby nahrál Sellersovu část, aby Sellers mohl svůj part poslouchat, studovat hlas a zvýšil sebejistotu.
Na rozdíl od jeho dřívějších, dobře nacvičených rolí, Kubrick pobízel Petera, aby improvizoval během filmování a využil všech možností postavy. Navíc, ve snaze zachytit Sellersův výkon v plné šíři, používal Kubrick i tři kamery současně. Sellers a Kubrick vytvořili mnoho převleků pro Sellerse, např. policisty a německého psychologa. Jak natáčení pokračovalo, ostatní herci a štáb si všímali, že si Sellers hraní více užívá a dle Kubricka dosahuje „...něčeho, co může být označeno jedině za stav komediální extáze“. Kameraman filmu Oswald Morris později vyprávěl, že „nejzajímavější byly ty scény s Peterem Sellersem, kde totálně improvizoval.“ Díky této zkušenosti Sellers objevil, že vztah s Kubrickem patřil mezi ty nejvíce obohacující v jeho kariéře.

### Dr. Divnoláska
V Kubrickově dalším filmu Dr. Divnoláska aneb Jak jsem se naučil nedělat si starosti a mít rád bombu (Dr. Strangelove or: How I Learned to Stop Worrying and Love the Bomb) Kubrick požádal Sellerse, aby hrál hlavní roli. Sellers ztvárnil tři extrémně odlišné charaktery: Amerického prezidenta Merkina Muffleye, jaderného vědce Dr. Divnolásku se silným německým akcentem a kapitána královského letectva Lionela Mandrakea. Sellers původně váhal, ale Kubrick ho přesvědčil, že je nejlepším hercem pro tyto tři role.
Muffley a Dr. Divnoláska se ve filmu objevili společně v jedné místnosti, což bylo vyřešeno speciálními efekty. Sellers měl původně hrát i čtvrtou roli Majora T. J. „King“ Konga, ale nedokázal dosáhnout požadovaného silného texaského akcentu. Za svůj výkon ve všech třech rolích byl nominován na Oscara za nejlepší mužský herecký výkon v hlavní roli. Kubrick dal opět Sellersovi volné ruce k improvizaci během natáčení. Příkladem takové improvizace je Divnoláskova ruka: Sellers jí hýbal údajně s představou, že paže "je nacista" i proti Divnoláskově vůli. (Dr. Strangelove syndrome (Strangelove=Divnoláska) je populární název pro neurologické onemocnění zvané syndrom cizí ruky v anglicky mluvících zemích.). Sellers později řekl, „Když mě požádáte, abych hrál sám sebe, nebudu vědět, co mám dělat. Nevím, kdo nebo co jsem.“

### Růžový Panter

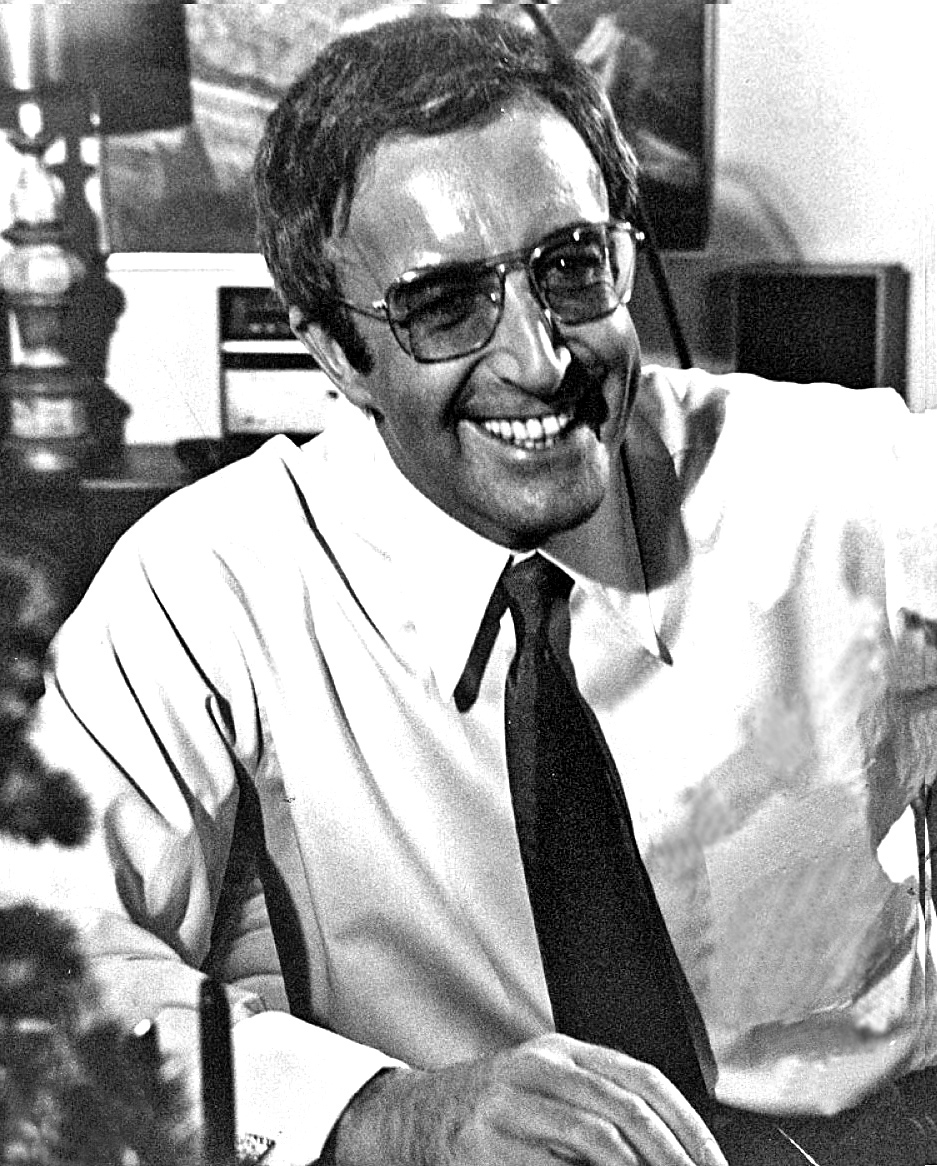
Peter Sellers v roce 1971

Od roku 1963 byl Sellers obsazován do role potrhlého Šéf-Inspektora Clouseaua ve filmech o Růžovém panterovi. Tato postava Sellerse proslavila celosvětově, počínaje filmem Růžový panter (The Pink Panther – 1963) a pokračování, Komisař Clouseau na stopě (A Shot in the Dark – 1964), v němž představuje svou postavu ještě výrazněji.
K postavě se vrátil ještě třikrát mezi lety 1975 a 1978 ve filmech Návrat Růžového pantera (The Return of the Pink Panther – 1975), Růžový panter znovu zasahuje (The Pink Panther Strikes Again – 1976) a Pomsta Růžového pantera (Revenge of the Pink Panther – 1978)
Film Stopa Růžového pantera (The Trail of the Pink Panther – 1982), obsahující nepoužité starší záběry, vznikl až v roce 1982, po Sellersově smrti. Jeho vdova Lynne Fredericková úspěšně žalovala producenty filmu pro neoprávněné použití záběrů. Sellers se chystal účinkovat i v dalším filmu o Růžovém panterovi Romance Růžového pantera (Romance of the Pink Panther); zemřel ale dříve, než projekt začal.

### Byl jsem při tom
V roce 1979 se Sellers představil v roli Chauncey Gardinera, jednoduchého zahradníka závislého na sledování televize, v černé komedii Byl jsem při tom. Mnohými kritiky to byl označováno za "triumf Sellersovy pozoruhodné kariéry" a úspěch pro spisovatele Jerzyho Kosińského. V rozhovoru pro BBC v roce 1971 Sellers prozradil, že více než cokoliv jiného si přeje zahrát si roli Chauncey.
Autor knihy Kosinski se domníval, že román by nikdy neměl být zfilmován, ale Sellers ho přesvědčil, aby změnil názor a umožnil Sellersovi a režisérovi Halovi Ashbymu natočit film s tím, že on napíše scénář.
Během filmování, ve snaze nenarušit své propojení s postavou, odmítal Sellers většinu žádostí o rozhovor a držel se stranou od ostatních herců. Snažil se zůstat v roli i po návratu domů. Sellers považoval Chaunceyovu chůzi a hlas za nejdůležitější atributy postavy a na přípravě na roli pracoval buď sám s magnetofonem nebo s manželkou, později i s Ashbym, aby vypiloval jasnou artikulaci a mírné vyjadřování, která byla nezbytná pro vyvolání dojmu "dětské mysli za slovy."
Kritik Frank Rich poznamenal, že herecké dovednosti potřebné pro tento typ role „rozvrácené osobnosti musel Peter vyjádřit náročnou hlasovou technikou a gesty. Horší herec by učinil Chaunceyovy mentální dysfunkce příliš okázalé. Jeho inteligence byla vždy hlubší, jeho jistota na obrazovce větší, technika vybroušená.“
Byl jsem při tom přinesl Sellersovi jeho největší úspěchy od 60. let, druhou nominaci na Oscara a ocenění Zlatý Globus. Některé kopie filmu obsahují na konci pokažené záběry, během kterých se Sellers neudrží smíchy. Sellers se domníval, že ho přifaření této sekvence možná připravilo o Oscara. Několik měsíců po natáčení, magazín Time napsal článek o Sellersovi, nazvaný, Kdo je ten muž? Článek vyjmenoval mimo jiné role, které Sellers ztvárnil včetně Chaunceyho, Quiltyho, Dr. Divnolásky, Clouseaua a velkovévodkyně Glorianny XII. Sellerse článek sepsaný kritikem Richardem Schickelem potěšil a napsal děkovný dopis editorovi."

### Poslední projekty
Sellersův poslední film byl Ďábelský plán dr. Fu Manchu (The Fiendish Plot of Dr. Fu Manchu), komediální ztvárnění klasických povídek od Saxe Rohmera. V této verzi hrál Sellers doktora Fu Manchu i jeho úhlavního nepřítele, policejního inspektora Naylanda Smithe. Produkce tohoto filmu se ocitla v problémech již od počátku, kdy Sellersovo chatrné zdraví a mentální labilita způsobily mnohodenní zpoždění a spory mezi hercem a režisérem Piersem Haggardem. Když bylo natočeno asi 60% záběrů, Sellers Haggarda vyhodil a sám se ujal režie. Haggard si později stěžoval, že přetočené scény filmu nic nepřidaly a způsobily, že film byl celkově velmi nesourodý. Film obsahuje známky o Sellersových vážných srdečních potížích a scénu, kdy Fu oživuje své tělo elektrickým šokem.
Sellers zemřel krátce před uvedením Fu Manchu do kin. V roce 1982 se Sellers vrátil na plátno jako Inspektor Clouseau ve filmu Stopa Růžového pantera (The Trail of the Pink Panther), který byl složen z nepoužitých scén z předchozích filmů o Růžovém panterovi, zejména Růžový panter znovu zasahuje (The Pink Panther Strikes Again), kolem kterých byl napsán nový příběh. David Niven si ve filmu zopakoval roli Sira Charlese Lyttona.
Po Fu Manchu měl Sellers natáčet další komedii s Clouseauem, Romance Růžového pantera (The Romance Of The Pink Panther). Podle scénáře Petera Moloneye a Sellerse samotného se Clouseau zamiluje do brilantní kriminálnice známé jako „Žába“ a pomáhá jí s jejími loupežemi ve snaze ji napravit.[zdroj?] Blake Edwards, režisér předcházejících filmů o Růžovém panterovi, se na vzniku toho filmu nepodílel, protože jeho vztah se Sellersem byl narušen od natáčení Pomsty Růžového pantera.
Návrh scénáře včetně humorného průvodního dopisu podepsaného "Petem Shakespearem", byl do kanceláře United Artists doručen méně než šest hodin před Sellersovou smrtí.[zdroj?] Sellersova smrt projekt ukončila, stejně jako dva další filmy, na které Sellers podepsal smlouvy v roce 1980. Jednalo se o film Nevěrně tvá (Unfaithfully Yours – 1984) a Nemocný láskou (Lovesick – 1983). Oba byly přepsány pro Dudleyho Moorea; ani jeden z filmů nezaznamenal příliš velký úspěch .[zdroj?]

### Další role
Režisér Billy Wilder najal Sellerse do filmu Líbej mne, hlupáčku (Kiss Me, Stupid – 1964), aby zde hrál společně s Deanem Martinem, ale po šesti týdnech filmování dostal Sellers infarkt. Sellerse nahradil Ray Walston.
Sellers byl všestranný herec, mohl vystupovat od bláznivé komedie, např. Večírek (The Party – 1968), kde ztvárnil potrhlého indického herce Hrundiho Bakshiho, po mnohem vážnější role např. ve filmu Lolita.
V roce 1969 se Sellers objevil v epizodě amerického seriálu It Takes a Thief. Sellers nikdy nezískal Oskara, vyhrál ale cenu Britské akademie filmového a televizního umění za I'm All Right Jack.
V roce 1977 se Sellers objevil v televizním pořadu The Muppet Show. Nevybral si možnost vystoupit sám za sebe, ale vystoupil v několika rozličných kostýmech a s různými přízvuky. Když mu řekli, že může relaxovat a být sám sebou, Sellers (ve vikinské helmě, opasku a jedné boxerské rukavici) odvětil: „Neexistuje já. Nic takového není. Bývalo tu já, ale nechal jsem to chirurgicky odstranit.“

## Osobní život
Sellers byl velmi zdrženlivý, pokud přišla řeč na jeho osobní život. Sellers byl pozván do Show Michaela Parkinsonav roce 1974, ale souhlasil jen pod podmínkou, že se může objevit v převleku. Sellers přišel v převleku příslušníka gestapa, zosobňující postavu představovanou Kennethem Marsem ve filmu Producenti. Po několika větách, kdy se držel postavy, vystoupil z role, sedl si a vznikl tak jeden z nejzajímavějších Parkinsonových rozhovorů.

### Sňatky

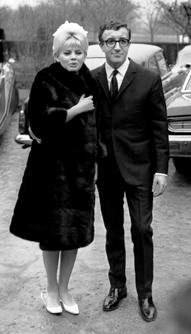
Sellers a Britt Eklandová v roce 1964

Sellers byl ženatý čtyřikrát a byl otcem tří dětí:
- Anne Hayes (roz. Howe,[20] 1951–1961). Měli syna Michaela a dceru Sarah
- Švédská herečka Britt Eklandová (1964–1968). Měli dceru Victorii. Pár se objevil společně ve třech filmech: Carol For Another Christmas – (1964), Hon na lišku (After the Fox – 1966) a Bobo (The Bobo – (1967)
- Australská modelka Miranda Quarry (nyní Miranda Macmillan, hraběnka ze Stocktonu; 1970–1974).
- Anglická herečka Lynne Frederick (1977–1980).

### Deprese, závislosti a zdravotní potíže
Tvrdí se, že Sellers trpěl depresemi, které se projevovaly vážnými stavy úzkosti z profesního či osobního selhání a byly prohlubovány užíváním návykových látek. Říká se, že jeho užívání drog – zejména amylnitritu, způsobilo jeho infarkty v roce 1964 (viz níže). Sellersovy těžkosti v kariéře i osobním životě ho přivedly k tomu, že pravidelně vyhledával konzultace s astrologem Mauricem Woodruffem, který měl zásadní vliv na jeho kariéru během posledních let života.

### Vztahy

#### Ostatní celebrity
Sellers se přátelil se dvěma členy skupiny The Beatles, Georgem Harrisonem a Ringo Starrem. Harrison občas v rozhovorech zmiňoval příběhy se Sellersem, Ringo Starr se objevil po jeho boku ve filmu Kouzelný Kristán (The Magic Christian – 1969), podle románu od Terryho Southerna. Dvoutýdenní útěk Starra od Beatles během natáčení Bílého alba strávil hudebník na Sellersově jachtě a složil zde píseň „Octopus's Garden“. Starr věnoval Sellersovi pracovní nahrávku Bílého alba, která byla po jeho smrti vydražena. Sellers nahrál vlastní verzi písně „A Hard Day's Night“ ve stylu Richarda III. v podání Laurence Oliviera a několik verzí písně „She Loves You“ např. jako Dr. Divnoláska, v londýnském dialektu cockney či jako irský dentista.
Mezi Sellersovy přátele patřil i herec a režisér Roman Polański, se kterým ho pojila jeho láska k rychlým autům. Sellers měl také blízký vztah se Sophií Lorenovou, ale není jasné, zda byl tento vztah naplněn.
Sellers byl Svobodným zednářem a patřil do Lóže 3098 z Chelsea, kam náležely i další slavné osobnosti z oblasti herectví.

#### Královská rodina
Ve své autobiografii True Britt, Britt Ekland popisovala Sellersovy blízké vztahy s britskou královskou rodinou. „Vůbec jsem nevěděla o jeho (Sellersově) spojení s britskou monarchií. Jednou odpoledne, ještě než jsme se vzali, najednou zmizel, že si musí zařídit něco důležitého. Byl na odpoledním čaji u Královny matky v Clarence House.“ Byl blízkým přítelem Princezny Margaret, která se objevila i v jednom z jeho domácích videofilmů.

### Vášeň pro automobily
Sellers měl celoživotní slabost pro automobily. Jeho láska byla zmíněna už v The Goon Show v epizodě „The Space Age“, kde Harry Secombe představil Sellerse takto: „Proboha, to je Peter Sellers, který právě překonal svůj vlastní rekord a automobil mu vydržel déle než měsíc.“

### Osobní konflikty
Sellersova osobnost bývá ostatními popisována jako složitá a náročná a často se dostával do sporu s ostatními herci či režiséry. Velmi napjatý vztah měl se svým přítelem a režisérem Blakem Edwardsem, se kterým pracoval na Růžovém panterovi a na filmu Večírek. Občas spolu během natáčení přestali hovořit a například při dokončování druhého filmu o Panterovi si vyměňovali zprávy na papírcích. Definitivně se rozkmotřili při natáčení Pomsty a Romance už byla připravována bez Edwardse.
Sellersova spolupráce s Orsonem Wellesem na filmu Casino Royale se výrazně zhoršila poté, kdy Sellers začal žárlit na jeho vztah s princeznou Margaret. Tento jejich vztah způsoboval problémy při natáčení, kde Sellers odmítl vystoupit ve scéně společně s Wellesem.
Sellersovy těžkosti s udržováním mírumilovných vztahů se projevila také v osobním životě. Ze žárlivosti napadl svou budoucí manželku Britt Eklandovou. Sellers občas vinil sám sebe z rozpadu svých manželství. V roce 1974 v Interview u Parkinsona přiznal, že „život s ním není snadný“.

## Úmrtí
Na jaře 1964, ve věku 38 let, Sellers utrpěl řadu 13 infarktů v několika dnech během práce na filmu Líbej mne, hlupáčku (Kiss Me, Stupid – 1964) a byl nahrazen Rayem Walstonem. V jednu chvíli byl Sellers dokonce prohlášen za mrtvého. Sellers údajně viděl jasné bílé světlo, poté se podíval na operační stůl, kde ho lékaři oživovali. Také údajně slyšel hlas, který mu řekl, že ještě není jeho čas. Přestože Sellers přežil, jeho srdce zůstalo trvale zničené. Sellers raději konzultoval s léčiteli než klasickou západní medicínou a jeho potíže se prohlubovaly dalších 16 let. Ke konci roku 1977 utrpěl další velký infarkt, po kterém dostal kardiostimulátor. Sellers dále nereagoval na rady lékařů a odmítal zpomalit, odmítl i operaci srdce, která by mohla jeho život prodloužit o několik let.
Na 25. července byla naplánována do Londýna večeře, kde se měli znovu sejít představitelé The Goon Show. Ale v poledne 22. července Sellers zkolaboval v hotelu v Dorchesteru a upadl do kómatu. Zemřel v londýnské nemocnici krátce po půlnoci 24. července 1980 ve věku 54 let. Přežila ho jeho čtvrtá žena Lynne Frederick a jeho tři děti. Na 30. července byla naplánována jeho operace srdce v Los Angeles.

## Filmografie (výběr)
- Byl jsem při tom (1979) … zahradník Chauncey Gardiner
- Růžový panter znovu zasahuje (1976) … inspektor Jacques Clouseau
- Návrat Růžového pantera (1975) … inspektor Jacques Clouseau
- Večírek (1968) … indický herec Hrundi V. Bakshi
- Casino Royale (1967) … Evelyn Tremble
- Hon na lišku (1966)
- Co je nového, kočičko? (1965)
- Dr. Divnoláska aneb Jak jsem se naučil nedělat si starosti a mít rád bombu (1964) … kapitán Mandrake/prezident USA Muffley/šílený vědec dr. Divnoláska
- Růžový panter … inspektor Jacques Clouseau
- Lolita (1962) … Clare Quilty
- Myš, která řvala (1959) … ministerský předseda/zbrojnoš/vévodkyně Gloriana XII.